# Maestro (serie griega)
Maestro (conocida también en otros países como Maestro in blue o Sinfonía en azul), es una serie de televisión griega emitida originalmente por la cadena Mega Channel y más tarde difundida en otros idiomas a nivel internacional por la plataforma Netflix. Consta de 3 temporadas de 9, 6 y 4 capítulos respectivamente, que fueron emitidos entre octubre de 2022 y diciembre de 2024, con un total de 19 episodios. Combina varios géneros como drama, romance, suspense y thriller policiaco.

## Sinopsis
Orestes es un maestro de música que viaja a la pequeña isla de Paxos, para encargarse de un festival local. Allí descubre un ambiente paradisiaco y un modo de vida pausado y tradicional. Conocerá a Klelia, una talentosa pianista de 19 años, con la que iniciará un romance prohibido, debido a la diferencia de edad, que no será visto con buenos ojos por su padre Fanis, el corrupto alcalde de la isla. 
El ambiente idílico de Paxos, se ve enturbiado conforme se conocen los entresijos y problemas de los vecinos, con una población pequeña y conservadora, donde es difícil tener privacidad. Las actividades ilegales de Fanis, la complicada relación entre los jóvenes Adonis y Spyros y otros problemas como infidelidades y violencia familiar, acabarán dando lugar a un crimen en el que Orestes se verá involucrado, de modo que su vida quedará entrelazada con el destino de los lugareños. 

## Reparto
| Actores                   | Ρersonajes |
| ------------------------- | ---------- |
| Christoforos Papakaliatis | Οrestes    |
| Klelia Andriolatou        | Klelia     |
| Orestes Chalkias          | Adonis     |
| Giorgos Benos             | Spyros     |
| Fanis Mouratidis          | Fanis      |
| Cháris Alexíou            | Járis      |
| Marissa Triantafyllidou   | Sofía      |
| María Kavoyianni          | María      |
| Yannis Tsortekis          | Jarálabos  |
| Antinoos Albanis          | Mijalis    |
| Dimitris Kitsos           | Thanos     |
| Kostas Berikopoulos       | Demóstenes |

## Producción y lanzamiento

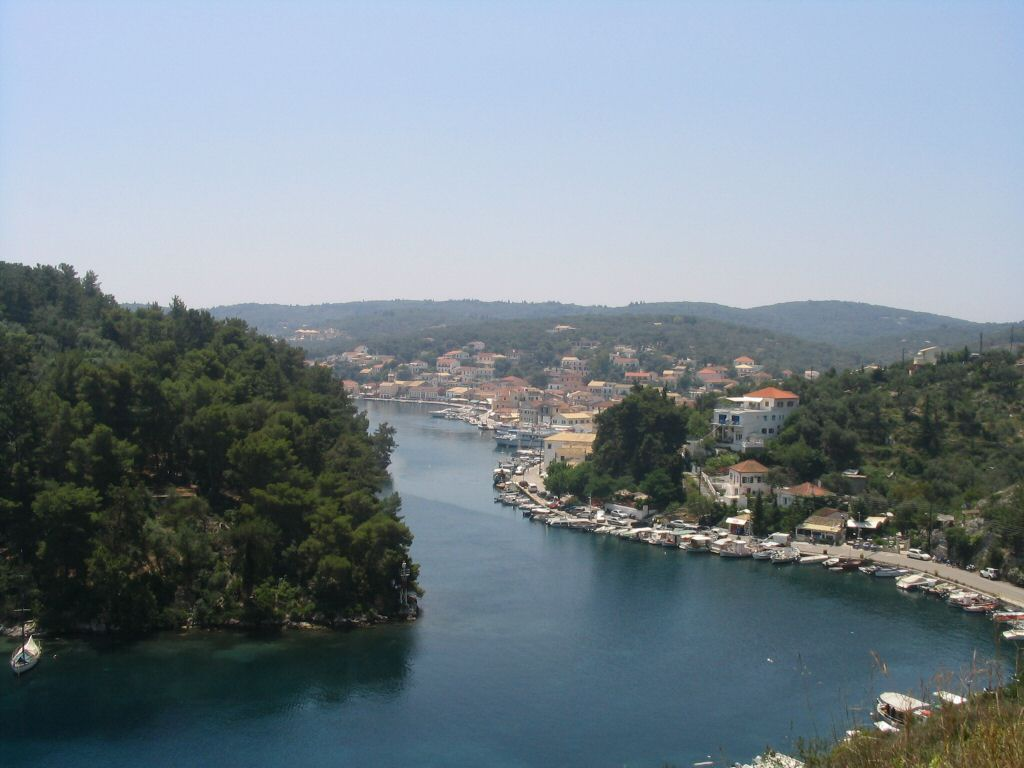
Isla de Paxos donde transcurre la mayor parte de la historia

La serie es una idea original de Christoforos Papakaliatis, quien es creador, guionista y codirector de la misma. El casting comenzó en 2020 y todo el proceso de producción y rodaje se alargó durante 2 años. La serie fue estrenada por la cadena griega Mega Channel en octubre del 2022. En marzo de 2023 comienza a ser emitida a nivel internacional por la plataforma Netflix, siendo la primera serie griega adquirida por dicha compañía. En su lanzamiento se convirtió en una de las 10 más vistas del momento.
Los escenarios exteriores del rodaje tienen lugar en las islas de Paxos, Corfú y en la ciudad de Atenas. La serié llegó a su final en las plataformas internacionales el 28 de diciembre de 2024, con un broche final de 4 capítulos que cierra la historia.